# Josip Osti
Josip Osti, slovensko-bosanski pesnik, pisatelj, esejist, literarni kritik, prevajalec, * 19. marec 1945, Sarajevo, † 26. junij 2021, Tomaj.

## Življenjepis
V Sarajevu je diplomiral na Filozofski fakulteti tamkajšnje univerze.
Bil je urednik kulture študentskega lista Naši dani, urednik pri založbi Veselin Masleša, tajnik podružnice pisateljev Sarajeva in direktor mednarodne literarne prireditve Sarajevski dnevi poezije, tajnik Društva pisateljev BiH, urednik revije Books in Bosnia and Herzegovina, predsednik Društva književnih prevajalcev BiH ter kratek čas lektor/korektor pri založbi Svjetlost.
Od leta 1990 je živel v Sloveniji (v Ljubljani in zadnjih deset? let v Tomaju na Krasu) kot svobodni umetnik ali, kakor sam pravi, od ljubezni in tistega, kar napiše in prevede.
Njegov opus, ustvarjen v jezikov spominov, kot sam imenuje svojo bosanščino hrvaške provenience, in zadnja leta v slovenščini, obsega več kot dvajset pesniških zbirk, pet proznih del in trinajst knjig esejev, literarnokritiških in publicističnih tekstov. Uredil je več antologij slovenske in bosansko-hercegovske poezije in proze ter prevedel okrog devetdeset knjig in petnajst iger slovenskih avtorjev. V slovenščini, italijanščini, hrvaščini oziroma bosanščini, češčini, angleščini, poljščini, makedonščini, turščini in bolgarščini je doslej objavljeno okrog štirideset prevodov njegovih knjig.
V slovenščini so izšle Ostijeve knjige pesmi: Barbara in barbar (prevedel Jure Potokar, 1990), Ljubezensko dvorišče (za otroke, prevedel Boris A. Novak, 1993), Sarajevska knjiga mrtvih 1993 in Salomonov pečat 1995, obe dvojezično in v prevodu J. Potokarja, Con l'oro antico dei ricordi/Sa starim zlatom uspomena/S starim zlatom spominov (v bosanskem izvorniku ter slovenskem prevodu J. Potokarja in italijanskem prevodu Jolke Milič, 1994), Kraški narcis 1999, Poesie (v slovenščini in italijanskem prevodu J. Milič, 1999), Confliti - Poesia delle molte guerre (v slovenskem izvirniku in italijanskem prevodu Darie Betocchi in Roberta Dedenara, 2001), Veronikin prt 2002, Večnost trenutka (izbor in nove pesmi, 2003), L'abero che cammina/Drvo koje hoda/Drevo, ki hodi (izbor v bosanskem in slovenskem izvirniku ter italijanskem prevodu J. Milič, 2004), Rosa mystica 2005, Vse ljubezni so nenavadne 2006, Dan in noč vsakdana in Sence kresnic (obe v slovenščini, hrvaščini/bosanščini, makedonščini in angleščini, 2007), Med Koprivo in Križem (v slovenščini in angleščini, 2007) in Tomajski vrt 2007, kot tudi knjige proze: Izginula ledena čarovnija (prevedla Lela B. Njatin, 1998) in Učitelj ljubezni 2004.
Za svoje literarno in prevajalsko delo je prejel nagrado Trebinjskih večerov poezije za najboljši pesniški prvenec v Bosni in Hercegovini leta 1971, dvakrat nagrado Združenja literarnih prevajalcev BiH (1981 in 1985), Župančičevo listino (1985), Potokarjevo listino 1987, nagrado zlatno kolo 1991, nagrado zlata ptica 1992, mednarodno literarno nagrado Vilenica 1994, plaketo mesta Ljubljana 1997, Veronikino nagrado 1999, Župančičevo nagrado 2000, posebno mednarodno priznanje za poezijo »Scritture di Frontiera« (Trst, 2005), Jenkovo nagrado 2006, Lavrinovo diplomo 2007, letno nagrado založbe Bosanska riječ iz Tuzle 2007 in mednarodno književno nagrado PONT (2018).

## Dela
Poezija:
- Tat sanj (1971),
- Salto mortale (1974),
- Tetovirani violinist (1976)
- Strela z jasnega neba (1978)
- Umirajo tudi kače, ki so nas pikale (1984)
- Pastir kač (1989)
- Barbara in barbar (1990)
- Plamen, žar, pepel in narobe (1991)
- Ljubezensko dvorišče (za otroke, 1993)
- Sarajevska knjiga mrtvih (dvojezična izdaja, v hrvaščini in slovenščini, 1993)
- Domišljija na trapezu (za otroke, 1994)
- Salomonov pečat (v hrvaščini in slovenščini, 1995)
- S starim zlatom spominov / S starim zlatom uspomena / Con l'oro antico dei ricordi (prevod v italijanščino Jolka Milič, Vinilia Editrice, Montemerlo-Padova, 1997)
- Kraški Narcis (napisana v slovenščini, 1999)
- Poesie / Pesmi (prevod v italijanščino Jolka Milič, 1999)
- Veronikin prt (napisana v slovenščini, 2002)
- Rana v srcu – slavec v rani (2002)
- Večnost trenutka (2003)
- L'abero che cammina/Drvo koje hoda/Drevo, ki hodi (izbor v bosanskem in slovenskem izvirniku ter italijanskem prevodu J. Milič, 2005)
- Rosa mystica (2005); e-izdaja Večer, Maribor, Zbirka Rosa mystica, 2006; Rosa mystica (v hrvaščini, avtorjev prevod, Bosanska riječ, Tuzla-Wuppertal, 2007)
- Vse ljubezni so nenavadne (2006)
- Dan in noč vsakdana (v slovenščini, hrvaščini/bosanščini, makedonščini in angleščini, 2007)
- Med Koprivo in Križem (ob izvirniku v angleškem prevodu, 2007)
- Sence kresnic (v slovenščini, hrvaščini/bosanščini, makedonščini in angleščini, 2007)
- Tomajski vrt (2007)
- Atrij (2015)
- Panova piščal (2017)

Proza:
- Prvi pa moški (1966)
- Odraščal sem z živalmi (1996, 1997)
- Izginula ledena čarovnija (1998)
- Učitelj ljubezni (2005)

Knjige esejev, literarno kritiških in publicističnih tekstov:
- Let okoli svetilke (1986)
- Židi v Sarajevu in Bosni (1993)
- Sarajevo nekoč in zdaj (1993, 1994)
- Življenje in zgodba (1994)
- Meč in pero (1995)
- Knjiga o knjigah (1996)
- Podzemna katedrala (1996)
- Radovan Karadžić – pisatelj in/ali zločinec (1996)
- Obrazi, liki, pokrajine… (1996)
- Po sledi Ariadnine niti (1996)
- Zvezda v naročju mladega meseca (1999)
- Sarajevo med Ljubljano in Beogradom : dopisovanje 1994-1999 (z Vero Zogović, 2016)
- Pred zrcalom (2017)
- Črna, ki je pogoltnila vse druge barve (2018)
- Življenje je srhljiva pravljica (2019)

Antologije poezije in proze:
- Iz sodobne slovenske poezije (1988)
- Vrt divjih vrtnic (1989)
- Muze niso molčale – pesmi slovenskih pesnic in pesnikov o vojni v Sloveniji, na Hrvaškem in v Bosni in Hercegovini (1999)
- Antologija novejše slovenske zgodbe (2001)